# Abelhas Rainhas de Picos
As Abelhas Rainhas de Picos são um clube brasileiro de futebol feminino, sediado na cidade de Picos, no estado do Piauí. Atualmente disputam o Campeonato Piauiense de Futebol Feminino de 2019.

## Títulos

### Estaduais
- Campeonato Piauiense Feminino: 1 vez (2014)